# Никифоровское (озеро)
Никифоровское (фин. Rahikkalanjärvi) — пресноводное озеро на территории Каменногорского городского поселения Выборгского района Ленинградской области.

## Общие сведения
Площадь озера — 0,5 км², площадь водосборного бассейна — 36 км². Располагается на высоте 17,5 метров над уровнем моря.
Форма озера продолговатая: оно вытянуто с северо-запада на юго-восток. Берега каменисто-песчаные, местами заболоченные.
Через озеро течёт безымянный водоток, вытекающий из озера Сосновогорского и впадающий в озеро Липовское, из которого берёт начало река Нижняя Липовка, впадающая, в свою очередь, в озеро Большое Градуевское. Из Большого Градуевского берёт начало река Талинйоки, впадающая в реку Перовку. Перовка впадает в озеро Краснохолмское, из которого берёт начало река Суоккаанвирта, впадающая в Новинский залив, являющийся частью системы Сайменского канала, выходящего в Финский залив
На северо-западном берегу водоёма располагается посёлок Никифоровское. У юго-восточной оконечности Никифоровского проходит линия железной дороги Выборг — Хийтола.
Код объекта в государственном водном реестре — 01040300511102000009575.